# Cooleyaspis praelonga
Cooleyaspis praelonga är en insektsart som först beskrevs av Robert Newstead 1920.  Cooleyaspis praelonga ingår i släktet Cooleyaspis och familjen pansarsköldlöss. Inga underarter finns listade i Catalogue of Life.